# Carl Michael Bellman
Carl Michael Bellman (Estocolmo, 4 de fevereiro de 1740 — 11 de fevereiro de 1795) foi um poeta e compositor sueco.
Bellman escreveu poesias cómicas, refletindo a dimensão trágica da condição humana, sobre personalidades conhecidas da vida social de Estocolmo da época, recorrendo frequentemente à música de operetas francesas e de compositores como Händel e Roman. Duas personagens centrais da sua obra são o alcoólico Fredman e a prostituta Ulla Winblad. As canções de Bellman continuam a ser cantadas e tocadas nos nossos dias.
O Prémio Bellman leva o nome deste poeta e músico sueco.

## Obras principais de Bellman
Entre a suas obras mais populares, estão:
- Fredmans epistlar (1790)
- Fredmans sånger (1791)

Entre as canções mais conhecidas atualmente, está Gubben Noak, incluída nas Fredmans sånger.